# Michael DeCarlo
Michael DeCarlo est un réalisateur et acteur canadien né à Toronto (Canada).

## Filmographie
Comme réalisateur
- 1996 : Parade
- 2000 : Washed Up
- 2000 : Our Hero (série TV)
- 2001 : The Associates (série TV)
- 2003 : Hemingway vs. Callaghan (TV)

Comme acteur
- 2000 : Washed Up